# الدوري النمساوي 1969–70
الدوري النمساوي الممتاز 1969–70 (بالألمانية: Österreichische Fußballmeisterschaft 1969/70)‏ هو الموسم 59 من بوندسليغا النمسا لكرة القدم. أشرف على تنظيمه اتحاد النمسا لكرة القدم، وكان عدد الأندية المشاركة فيه 16، وفاز فيه أوستريا فيينا.